# Freddie Slater
Freddie Slater, né le 9 août 2008 à Stratford-upon-Avon (Warwickshire), est un pilote automobile britannique. En 2025, il est engagé en championnat du Moyen-Orient de Formule Régionale et en Championnat d'Europe de Formule Régionale avec l'équipe Prema.
Après une carrière de karting, marquée par ses victoires au Championnat du Monde de Karting Junior en 2020 et au Championnat d'Europe de Karting en 2021 et 2023, Slater remporte le titre en Ginetta Junior Winter Series en 2022, puis enchaîne avec le Championnat Ginetta Junior en 2023. Slater s'engage ensuite en monoplace, remportant le titre du Championnat d'Italie de Formule 4 en 2024 avec Prema, tout en remportant également le Championnat de Formule 4 UAE avec Mumbai Falcons.

## Biographie

### Karting
Freddie Slater débute le karting à huit ans, en 2016. il dispute de nombreuses compétitions, d'abord au niveau national puis au niveau international. Il établit le nouveau record de victoires dans la catégorie OK-Junior lors du Championnat du monde de karting et du Championnat d'Europe de karting, ce qui lui permet de remporter le titre mondial en 2020 et deux titres européens en 2021 et en 2023.

### Ginetta Junior
Freddie Slater fait ses débuts dans le Championnat Ginetta Junior en 2022 où il prend part à trois week-end en deuxième partie de saison, il termine toutes ses courses dans les points et se classe quinzième avec 133 points. Il dispute ensuite la série hivernale où il remporte trois victoires en quatre courses et devient le plus jeune pilote de l'histoire à remporter le Winter Trophy. En 2023, il dispute sa seconde saison dans le championnat. Malgré le fait d'avoir manqué les deux dernières manches du championnat, il domine nettement la saison avec seize victoires en vingt courses et un score total de 660 points.

### Formule 4

#### 2023

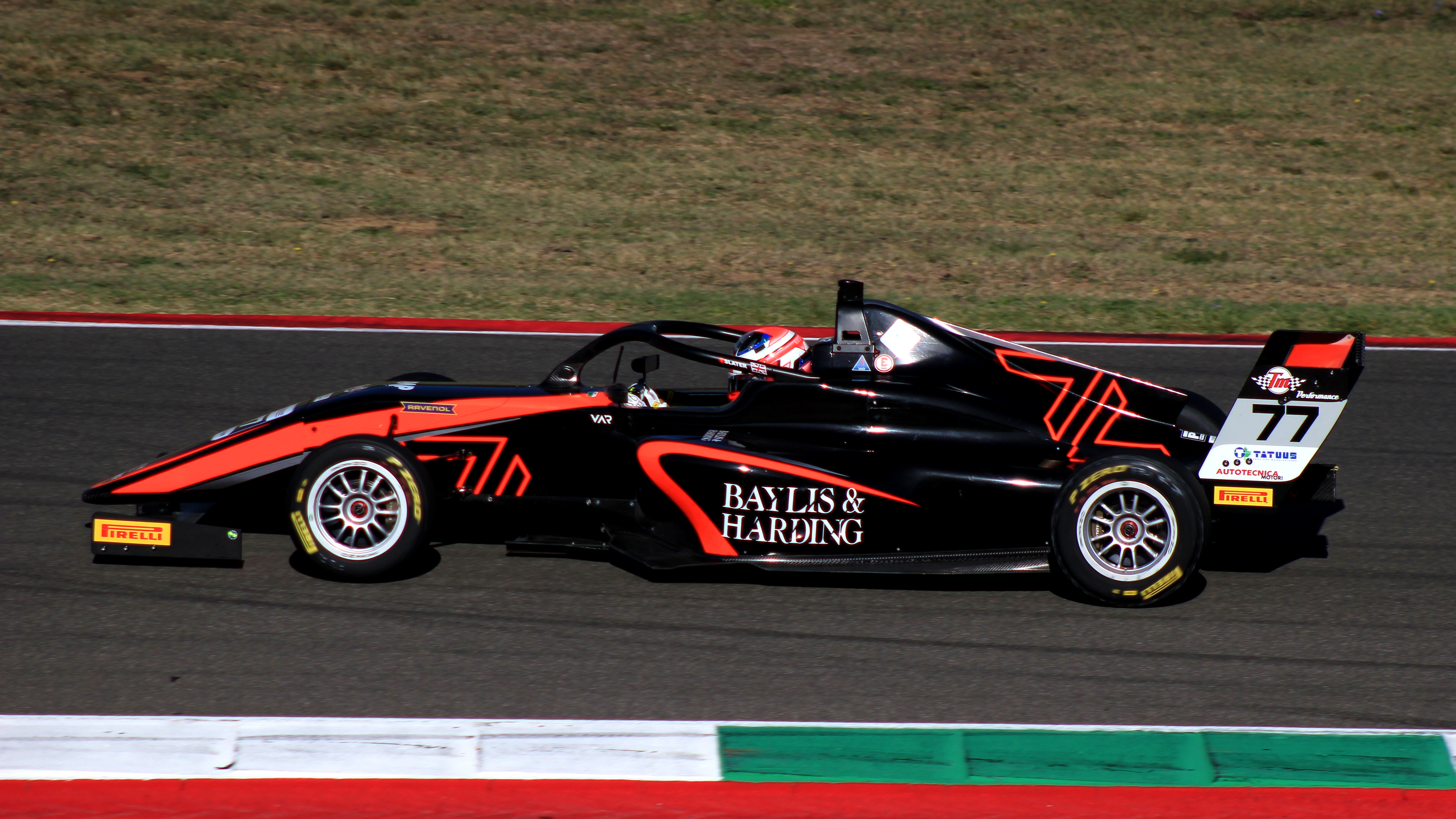
Freddie Slater en Formule 4 italienne en 2023 au Mugello.

L'Anglais fait ses débuts en monoplace en août 2023 avec Double R Racing, dans le cadre du Championnat de Formule 4 britannique. Lors de sa première course, il termine quatrième place et et signe le tour le plus rapide lors de sa troisième course. En septembre, Slater rejoint le Championnat d'Euro 4 pour les deuxièmes et troisièmes manches avec Prema Racing. Il participe aussi aux sixièmes et septièmes manches du Championnat d'Italie de Formule 4 avec Van Amersfoort Racing.

#### 2024

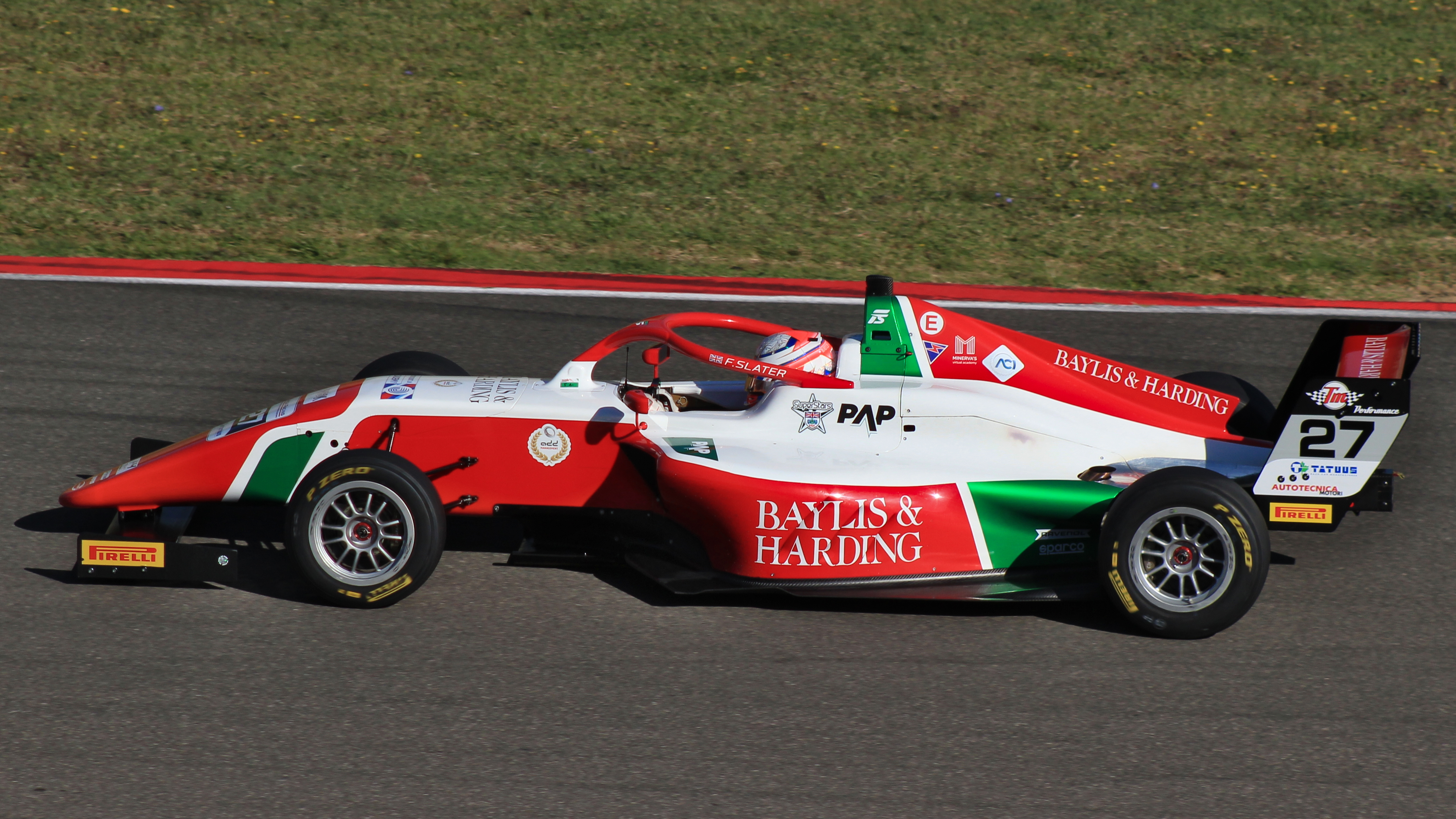
Freddie Slater en Formule 4 italienne en 2024 au Mugello.

En préparation pour une saison complète en Formule 4 italienne, il s'engage en Formule 4 UAE avec Mumbai Falcons. Slater remporte le championnat en battant son coéquipier Kean Nakamura-Berta.
Slater participe ensuite au championnat italien de Formule 4 avec Prema Racing. Grâce à ses succès en début de saison, Autosport le classe parmi les "cinq pilotes qui pourraient devenir les prochains vainqueurs britanniques en Formule 1". Il remporte le titre lors de la deuxième course de la sixième épreuve disputée sur le Circuit de Barcelone. Slater termine la saison avec un total de 15 victoires dont trois triples hat-tricks à Misano, Vallelunga et au Mugello, 11 pole positions et 10 tours les plus rapides. Il bat le record du plus grand nombre de victoires en une saison dans le championnat, qui était jusqu'alors détenu par Andrea Kimi Antonelli avec 13 victoires en 2022. Il enregistre également le plus grand écart de points entre le champion et le vice-champion, avec 143 points d'avance sur Jack Beeton.
Slater participe également au Championnat d'Euro 4, toujours avec Prema Racing. Il remporte une double victoire au Red Bull Ring, puis termine la saison à Monza avec deux arrivées dans les points et un abandon, qui lui fait perdre le titre. il termine vice-champion avec deux victoires et 106 points derrière Akshay Bohra.

### Championnat du Royaume-Uni de Formule 3 (GB3)
En septembre 2024, il est annoncé que Slater va faire ses débuts en GB3 à Donington Park avec l’équipe Rodin Motorsport. Il participe à la manche de Donington Park où il termine les trois courses dans le top 10 et se classe vingt-deuxième du championnat avec 51 points.
En parallèle de sa participation principale au Championnat d'Europe de Formule Régionale 2025, Slater prend part à certaines manches du championnat du Royaume-Uni de Formule 3 avec l’équipe Hillspeed.

### Formule Régionale

#### 2024
Le Britannique fait ses débuts en Formule Régionale avec l'équipe SJM Theodore Prema Racing lors du Grand Prix de Macao. Slater occupe la 4e place pendant la majeure partie de la course, mais percute les barrières en tentant un dépassement audacieux sur Noel León, qui était alors en 3e position. Il abandonne lors du dernier tour, mais est classé 13e grâce au fait qu'il ait parcouru 85 % de la course.

#### 2025
Début 2025, Slater participe au Championnat du Moyen-Orient de Formule Régionale avec l'équipe Mumbai Falcons. Pour la première manche de la saison à Abou Dabi, il décroche les deux pole positions devant Evan Giltaire. Il remporte la première course de la saison devant son coéquipier Rashid Al Dhaheri. Pour la deuxième manche de la saison, il décroche la pole position de la première course. Il termine de nouveau sur le podium avec une deuxième place lors de la deuxième course de la troisième manche, derrière Jin Nakamura. Lors de la quatrième manche, il décroche la pole position de la troisième course. Il gagne à nouveau lors de la première course. Pour la troisième course, il remporte la course, devant Giltaire et Ugo Ugochukwu, malgré une enquête pour faux départ. Pour la dernière manche du championnat, il se qualifie en quatrième position pour la première course, tandis que son adversaire pour le titre décroche la pole position. En revanche, il décroche la deuxième place de la deuxième qualification devant Nikita Bedrin. Pour la première course de la semaine, Slater termine douzième derrière son coéquipier Jack Beeton. Lors de la deuxième course, il perd ses chances de titre en terminant onzième, ne reprenant pas assez de points pour empêcher Giltaire, quatrième, de décrocher le titre. Lors l'ultime course de la saison, il termine quatrième. Il termine vice-champion avec 228 points, 4 victoires, 4 pole positions et quatre meilleurs tours.
Slater rejoint ensuite le Championnat d'Europe de Formule Régionale en 2025, toujours avec Prema Racing.

## Résultats en Karting
| Saison | Championnat                                 | Ecurie                 | Position |
| ------ | ------------------------------------------- | ---------------------- | -------- |
| 2016   | Florida Winter Tour — Micro ROK             |                        | 4e       |
| 2016   | SKUSA Pro Tour — Micro Swift                | Team Benik Kart        | 15e      |
| 2016   | SKUSA SuperNationals XX — Micro Swift       | Team Benik Kart        | 2e       |
| 2017   | LGM Series — IAME Cadet                     | Fusion Motorsport      | 4e       |
| 2017   | Kartmasters British Grand Prix — IAME Cadet | Fusion Motorsport      | 6e       |
| 2017   | Super 1 National Championship — IAME Cadet  | Fusion Motorsport      | 5e       |
| 2017   | SKUSA SuperNationals XXI — Mini Swift       | Team Benik             | 10e      |
| 2018   | LGM Series — IAME Cadet                     | Fusion Motorsport      | 2e       |
| 2018   | Kartmasters British Grand Prix — IAME Cadet | Fusion Motorsport      | 3e       |
| 2018   | MSA British Kart Championship — IAME Cadet  | Fusion Motorsport      | 4e       |
| 2018   | IAME International Final — X30 Mini         | Fusion Motorsport      | 2nd      |
| 2018   | SKUSA SuperNationals XXII — Mini Swift      | Team Benik             | 11e      |
| 2019   | IAME Winter Cup — X30 Mini                  | Fusion Motorsport      | 1er      |
| 2019   | IAME Euro Series — X30 Mini                 | Fusion Motorsport      | 1er      |
| 2019   | IAME International Final — X30 Mini         | Fusion Motorsport      | 2e       |
| 2019   | SKUSA Pro Tour — X30 Junior                 | Team Benik             | 1er      |
| 2019   | SKUSA SuperNationals XXIII — X30 Junior     | Team Benik             | 5e       |
| 2020   | IAME Winter Cup — X30 Junior                | Fusion Motorsport      | 4e       |
| 2020   | WSK Champions Cup — OKJ                     | Ricky Flynn Motorsport | 14th     |
| 2020   | South Garda Winter Cup — OKJ                | Ricky Flynn Motorsport | 2e       |
| 2020   | WSK Super Master Series — OKJ               | Ricky Flynn Motorsport | 8th      |
| 2020   | WSK Euro Series — OKJ                       | Ricky Flynn Motorsport | 8th      |
| 2020   | CIK-FIA European Championship — OKJ         | Ricky Flynn Motorsport | 7th      |
| 2020   | CIK-FIA World Championship — OKJ            | Ricky Flynn Motorsport | 1er      |
| 2020   | WSK Open Cup — OKJ                          | Ricky Flynn Motorsport | 1er      |
| 2021   | WSK Champions Cup — OKJ                     | Ricky Flynn Motorsport | 8th      |
| 2021   | South Garda Winter Cup — OKJ                | Ricky Flynn Motorsport | 1er      |
| 2021   | WSK Super Master Series — OKJ               | Ricky Flynn Motorsport | 4e       |
| 2021   | WSK Euro Series — OKJ                       | Ricky Flynn Motorsport | 3e       |
| 2021   | Champions of the Future — OKJ               | Ricky Flynn Motorsport | 1st      |
| 2021   | CIK-FIA European Championship — OKJ         | Ricky Flynn Motorsport | 1st      |
| 2021   | CIK-FIA World Championship — OKJ            | Ricky Flynn Motorsport | 2e       |
| 2021   | WSK Open Cup — OKJ                          | Ricky Flynn Motorsport | 3e       |
| 2021   | WSK Final Cup — OKJ                         | Ricky Flynn Motorsport | 17e      |
| 2022   | Champions of the Future Winter Series — OK  | Ricky Flynn Motorsport | 30e      |
| 2022   | WSK Super Master Series — OK                | Ricky Flynn Motorsport | 3e       |
| 2022   | WSK Euro Series — OK                        | Ricky Flynn Motorsport | 19e      |
| 2022   | Italian ACI Karting Championship — OK       | Ricky Flynn Motorsport | 2e       |
| 2022   | Champions of the Future Euro Series — OK    | Ricky Flynn Motorsport | 11e      |
| 2022   | CIK-FIA European Championship — OK          | Ricky Flynn Motorsport | 21e      |
| 2022   | CIK-FIA World Championship — OK             | Ricky Flynn Motorsport | 5e       |
| 2023   | WSK Champions Cup — KZ2                     | Birel ART Racing       | 2e       |
| 2023   | WSK Super Master Series — KZ2               | Birel ART Racing       | 6e       |
| 2023   | Championnat d'europe CIK FIA — KZ2          | Birel ART Racing       | 1er      |
| 2023   | WSK Open Series — KZ2                       | Birel ART Racing       | 35e      |

### Résultat en championnat d'Europe de Karting CIK-FIA
(Les courses en gras indiquent une pole position) (Les courses en Italiques indiquent un meilleur tour)
| Saison | Ecurie                 | Catégorie | 1         | 2        | 3         | 4          | 5         | 6        | 7         | 8        | Classement | Points |
| ------ | ---------------------- | --------- | --------- | -------- | --------- | ---------- | --------- | -------- | --------- | -------- | ---------- | ------ |
| 2020   | Ricky Flynn Motorsport | OKJ       | ZUE QH 12 | ZUE R 12 | SAR QH 9  | SAR R 2    | WAC QH 24 | WAC R 34 |           |          | 7e         | 26     |
| 2021   | Ricky Flynn Motorsport | OKJ       | GEN QH 2  | GEN R 1  | AUB QH 1  | AUB R (10) | SAR QH 12 | SAR R 2  | ZUE QH 1  | ZUE R 1  | 1er        | 99     |
| 2022   | Ricky Flynn Motorsport | OK        | PRT QH 14 | PRT R 7  | ZUE QH 31 | ZUE R 28   | KRI QH 23 | KRI R 31 | FRN QH 19 | FRN R 19 | 21e        | 9      |
| 2023   | Birel ART Racing       | KZ2       | ZUE QH 1  | ZUE SH 2 | ZUE R 2   | SAR QH 2   | SAR SH 1  | SAR R 1  |           |          | 1er        | 150    |

## Carrière

### Résultats en monoplace
| Saison | Championnat                                      | Écurie                    | Courses | Victoires | Pole positions | Meilleurs tours | Podiums | Points | Classement |
| ------ | ------------------------------------------------ | ------------------------- | ------- | --------- | -------------- | --------------- | ------- | ------ | ---------- |
| 2022   | Ginetta Junior Championship                      | R Racing                  | 9       | 0         | 0              | 0               | 0       | 133    | 15e        |
| 2022   | Ginetta Junior Championship Winter Series        | R Racing                  | 4       | 3         | 1              | 2               | 3       | -      | Champion   |
| 2023   | Ginetta Junior Championship                      | R Racing                  | 20      | 16        | 13             | 6               | 18      | 660    | Champion   |
| 2023   | Championnat de Grande-Bretagne de Formule 4      | Double R Racing           | 6       | 0         | 0              | 1               | 0       | 52     | 17e        |
| 2023   | Championnat d'Italie de Formule 4                | Van Amersfoort Racing     | 6       | 0         | 0              | 0               | 0       | 24     | 16e        |
| 2023   | Championnat d'Euro 4                             | Prema Powerteam           | 6       | 1         | 1              | 0               | 1       | 30     | 10e        |
| 2023   | Grand Prix de Macao de Formule 4                 | SJM PREMA Theodore Racing | 2       | 0         | 0              | 0               | 1       | N/A    | 9e         |
| 2023   | Formule 4 UAE Trophy Round                       | Prema Racing              | 2       | 0         | 0              | 0               | 1       | -      | 4e         |
| 2024   | Championnat des Émirats arabes unis de Formule 4 | Mumbai Falcons Limited    | 15      | 2         | 0              | 4               | 6       | 172    | Champion   |
| 2024   | Championnat d'Italie de Formule 4                | Prema Powerteam           | 21      | 15        | 11             | 9               | 14      | 393    | Champion   |
| 2024   | Championnat d'Euro 4                             | Prema Powerteam           | 9       | 2         | 2              | 1               | 4       | 106    | 2e         |
| 2024   | Championnat de Grande-Bretagne de Formule 3      | Rodin Motorsport          | 3       | 0         | 0              | 0               | 0       | 51     | 22e        |
| 2024   | Coupe du monde de Formule Régionale              | SJM PREMA Theodore Racing | 2       | 0         | 0              | 0               | 0       | N/A    | 16e        |
| 2025   | Formule Régionale Moyen-Orient                   | Mumbai Falcons Limited    | 15      | 4         | 4              | 4               | 5       | 228    | 2e         |
| 2025   | Formule Régionale Europe                         | Prema Powerteam           | 12      | 5         | 4              | 4               | 8       | 186    | 1er        |
| 2025   | Championnat de Grande-Bretagne de Formule 3      | Hillspeed                 | 6       | 3         | 2              | 4               | 3       | 130    | 12e        |
| 2025   | Formule 3 FIA                                    | AIX Racing                | 2       | 0         | 0              | 1               | 1       | 10     | 25e        |
| 2025   | Formule 3 FIA                                    | Hitech TGR                | 1       | 0         | 0              | 0               | 0       | 10     | 25e        |

* Saison en cours.

### Résultat en championnat de Ginetta Junior
(Les courses en gras indiquent une pole position) (Les courses en Italiques indiquent un meilleur tour)
| Saison | Ecurie   | 1     | 2       | 3       | 4      | 5        | 6      | 7        | 8        | 9        | 10       | 11       | 12       | 13       | 14       | 15       | 16       | 17      | 18      | 19     | 20      | 21       | 22      | 23       | 24       | 25       | 26     | 27     | C.P | Points |
| ------ | -------- | ----- | ------- | ------- | ------ | -------- | ------ | -------- | -------- | -------- | -------- | -------- | -------- | -------- | -------- | -------- | -------- | ------- | ------- | ------ | ------- | -------- | ------- | -------- | -------- | -------- | ------ | ------ | --- | ------ |
| 2022   | R Racing | DON 1 | DON 2   | DON 3   | BHI 1  | BHI 2    | BHI 3  | THR1 1   | THR1 2   | CRO 1    | CRO 2    | KNO 1    | KNO 2    | KNO 3    | SNE 1 7  | SNE 2 15 | SNE 3 14 | THR1 1  | THR1 2  | THR1 3 | SIL 1 5 | SIL 2 11 | SIL 3 5 | BHGP 1 6 | BHGP 2 6 | BHGP 3 7 |        |        | 15e | 133    |
| 2023   | R Racing | OUL 1 | OUL 2 1 | OUL 3 1 | SIL1 1 | SIL1 2 1 | SIL1 3 | DON1 1 5 | DON1 2 1 | DON1 3 1 | SIL2 1 6 | SIL2 2 1 | SIL2 3 1 | SIL2 4 1 | SIL2 5 1 | SIL2 6 3 | SNE 1    | SNE 2 1 | SNE 3 1 | CAD 1  | CAD 2 1 | CAD 3 Np | BHGP 1  | BHGP 2   | BHGP 3   | DON2 1   | DON2 2 | DON2 3 | 1er | 660    |

### Résultats en championnat d'Italie de Formule 4
(Les courses en gras indiquent une pole position) (Les courses en Italiques indiquent un meilleur tour)
| Saison | Ecurie                | 1     | 2       | 3        | 4         | 5        | 6       | 7     | 8       | 9       | 10    | 11      | 12      | 13       | 14      | 15       | 16    | 17      | 18      | 19        | 20       | 21      | 22      | C.P | Points |
| ------ | --------------------- | ----- | ------- | -------- | --------- | -------- | ------- | ----- | ------- | ------- | ----- | ------- | ------- | -------- | ------- | -------- | ----- | ------- | ------- | --------- | -------- | ------- | ------- | --- | ------ |
| 2023   | Van Amersfoort Racing | IMO 1 | IMO 2   | IMO 3    | IMO 4     | MIS 1    | MIS 2   | MIS 3 | SPA 1   | SPA 2   | SPA 3 | MNZ 1   | MNZ 2   | MNZ 3    | LEC 1   | LEC 2    | LEC 3 | MUG 1 9 | MUG 2 6 | MUG 3 27† | VLL 1 15 | VLL 2 5 | VLL 3 8 | 16e | 24     |
| 2024   | Prema Racing          | MIS 1 | MIS 2 1 | MIS 3' 1 | IMO 1 Dsq | IMO 2 30 | IMO 3 1 | VLL 1 | VLL 2 1 | VLL 3 1 | MUG 1 | MUG 2 1 | MUG 3 1 | LEC 1 Np | LEC 2 1 | LEC 3 21 | CAT 1 | CAT 2 1 | CAT 3 4 | MNZ 1     | MNZ 2 1  | MNZ 3 2 |         | 1er | 383    |

### Résultats en championnat d'Euro 4
(Les courses en gras indiquent une pole position) (Les courses en Italiques indiquent un meilleur tour)
| Saison | Ecurie       | 1       | 2     | 3        | 4        | 5       | 6         | 7       | 8         | 9         | C.P | Points |
| ------ | ------------ | ------- | ----- | -------- | -------- | ------- | --------- | ------- | --------- | --------- | --- | ------ |
| 2023   | Prema Racing | MUG 1   | MUG 2 | MUG 3    | MNZ 1 24 | MNZ 2 4 | MNZ 3 26† | CAT 1 7 | CAT 2 Abd | CAT 3 7   | 10e | 30     |
| 2024   | Prema Racing | MUG 1 5 | MUG 2 | MUG 3 10 | RBR 1    | RBR 2 1 | RBR 3     | MNZ 1 5 | MNZ 2 9   | MNZ 3 Abd | 2e  | 106    |

### Résultats en championnat des Émirats arabes unis de Formule 4
(Les courses en gras indiquent une pole position) (Les courses en Italiques indiquent un meilleur tour)
| Saison | Ecurie                        | 1        | 2        | 3        | 4      | 5        | 6        | 7        | 8         | 9        | 10         | 11        | 12         | 13       | 14       | 15     | C.P | Points |
| ------ | ----------------------------- | -------- | -------- | -------- | ------ | -------- | -------- | -------- | --------- | -------- | ---------- | --------- | ---------- | -------- | -------- | ------ | --- | ------ |
| 2024   | Mumbai Falcons Racing Limited | YAS1 1 3 | YAS1 2 4 | YAS1 3 1 | YAS2 1 | YAS2 2 3 | YAS2 3 2 | DUB1 1 4 | DUB1 2 10 | DUB1 3 4 | YAS3 1 Abd | YAS3 2 14 | YAS3 3 30† | DUB2 1 5 | DUB2 2 4 | DUB2 3 | 1er | 172    |

### Résultats en Championnat de Grande-Bretagne de Formule 3 (GB3)
(Les courses en gras indiquent une pole position) (Les courses en Italiques indiquent un meilleur tour)
| Saison | Ecurie           | 1      | 2      | 3      | 4      | 5      | 6      | 7     | 8     | 9     | 10    | 11    | 12    | 13     | 14     | 15     | 16     | 17     | 18     | 19      | 20      | 21       | 22    | 23    | 24    | C.P | Points |
| ------ | ---------------- | ------ | ------ | ------ | ------ | ------ | ------ | ----- | ----- | ----- | ----- | ----- | ----- | ------ | ------ | ------ | ------ | ------ | ------ | ------- | ------- | -------- | ----- | ----- | ----- | --- | ------ |
| 2024   | Rodin Motorsport | OUL 1  | OUL 2  | OUL 3  | SIL1 1 | SIL1 2 | SIL1 3 | SPA 1 | SPA 2 | SPA 3 | HUN 1 | HUN 2 | HUN 3 | ZAN 1  | ZAN 2  | ZAN 3  | SIL1 1 | SIL1 2 | SIL1 3 | DON 1 6 | DON 2 4 | DON 3 52 | BRH 1 | BRH 2 | BRH 3 | 22e | 51     |
| 2025   | Hillspeed        | SIL1 1 | SIL1 2 | SIL1 3 | ZAN 1  | ZAN 2  | ZAN 3  | SPA 1 | SPA 2 | SPA 3 | HUN 1 | HUN 2 | HUN 3 | SIL2 1 | SIL2 2 | SIL2 3 | BRH 1  | BRH 2  | BRH 3  | DON 1   | DON 2   | DON 3    | MNZ 1 | MNZ 2 | MNZ 3 | *   | 0*     |

* Saison en cours.

### Résultats en Championnat du Moyen-Orient de Formule Régionale
(Les courses en gras indiquent une pole position) (Les courses en Italiques indiquent un meilleur tour)
| Saison | Ecurie                        | 1      | 2        | 3        | 4        | 5        | 6          | 7       | 8     | 9       | 10     | 11       | 12       | 13       | 14       | 15      | C.P | Points |
| ------ | ----------------------------- | ------ | -------- | -------- | -------- | -------- | ---------- | ------- | ----- | ------- | ------ | -------- | -------- | -------- | -------- | ------- | --- | ------ |
| 2025   | Mumbai Falcons Racing Limited | YMC1 1 | YMC1 2 6 | YMC1 3 1 | YMC2 1 5 | YMC2 2 6 | YMC2 3 Abd | DUB 1 7 | DUB 2 | DUB 3 6 | YMC3 1 | YMC3 2 6 | YMC3 3 1 | LSL 1 12 | LSL 2 11 | LSL 3 4 | 2e  | 228    |

### Résultats en Championnat d'Europe de Formule Régionale
(Les courses en gras indiquent une pole position) (Les courses en Italiques indiquent un meilleur tour)
| Saison | Ecurie       | 1     | 2     | 3     | 4     | 5     | 6     | 7     | 8     | 9     | 10    | 11    | 12    | 13    | 14    | 15    | 16    | 17    | 18    | 19    | 20    | C.P | Points |
| ------ | ------------ | ----- | ----- | ----- | ----- | ----- | ----- | ----- | ----- | ----- | ----- | ----- | ----- | ----- | ----- | ----- | ----- | ----- | ----- | ----- | ----- | --- | ------ |
| 2025   | Prema Racing | MIS 1 | MIS 2 | SPA 1 | SPA 2 | ZAN 1 | ZAN 2 | HUN 1 | HUN 2 | LEC 1 | LEC 2 | IMO 1 | IMO 2 | RBR 1 | RBR 2 | CAT 1 | CAT 2 | HOC 1 | HOC 2 | MNZ 1 | MNZ 2 | *   | 0*     |

* Saison en cours.